# Inspector Wade
Inspector Wade est un personnage de fiction créé par le romancier britannique Edgar Wallace dans le roman policier The India-Rubber Men (en) (1929). King Features Syndicate a diffusé son adaptation en comic strip de 1935 à 1941.

## Adaptation en bande dessinée
En 1934, le distributeur de contenu américain King Features Syndicate qui cherchait à proposer un nouveau comics strip policier approche les héritiers de Wallace en vue d'une adaptation en bande dessinée des aventures de l'inspecteur Wade. Dessinée par Lyman Anderson, remplacé par Neil O'Keeffe en 1938, et adaptée par le scénariste Sheldon Stark, la série est diffusée du 20 mai 1935 au 17 mai 1941 dans la presse américain—elle avait cependant été publiée en Italie dès le 1er mai 1935. Quoique de relativement bonne facture, son succès est limité, et elle est tombe dans l'oubli après son arrêt en 1941.
Quelques épisodes ont été traduits en français dans Robinson sous le nom Le Fantôme noir.

## Adaptation en cinema
En 1962, Wade est joué par Joachim Fuchsberger dans le film Le Requin harponne Scotland Yard, qui fait partie d'une série de films allemands basés sur les œuvres de Wallace.